# یادم می‌رود فراموشت کنم
«یادم می‌رود فراموشت کنم» (به انگلیسی: Can't Remember to Forget You) تک‌آهنگی که توسط شکیرا و ریانا اجرا شده است. این تک‌آهنگ در آلبوم شکیرا قرار دارد.
این تک‌آهنگ در چارت‌های در رتبه اول و در چارت‌های والونیا، فلاندرز، اسکاتلند، فرانسه، نروژ، آلمان، اسپانیا، لهستان، فنلاند، سوئد، سوئیس، اتریش، جزو ده ترانه اول قرار گرفت.